# 1890

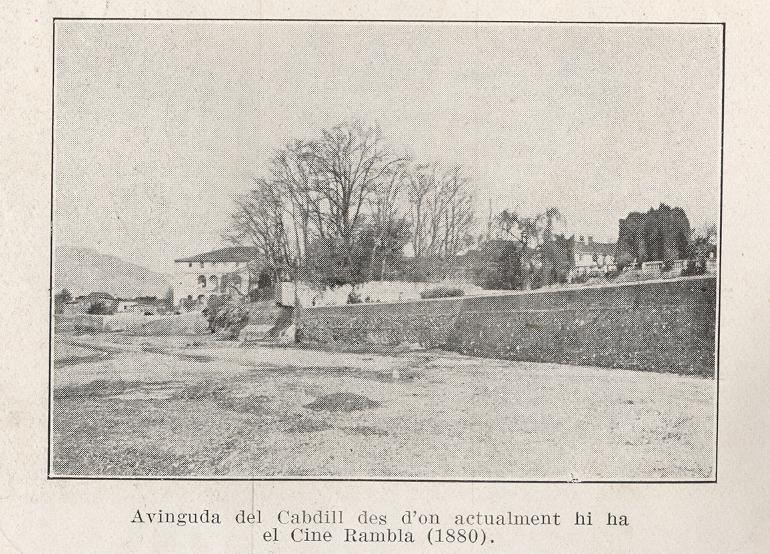
Terrassa, la Rambla d'Ègara, el 1890

## Esdeveniments
Països Catalans
- 4 de febrer, Barcelona: S'estrena al Teatre Romea Rei i monjo, tragèdia en tres actes i en vers, d'Àngel Guimerà.[1]
- 1 de maig, Barcelonaː Se celebra per primer cop el Primer de Maig, essent la primera ciutat de l'estat espanyol a celebrar-loː reclamava la jornada laboral de vuit hores.[2]

Resta del món
- 20 de maig, Espanya: Fermina Orduña, patenta un carruatge especial per a vendre llet. És la primera dona a obtenir una patent a Espanya.
- Altmann descriu una tècnica per tenyir els mitocondris i assumeix la seva autonomia metabòlica i genètica.[cal citació]
- Zanzíbar es va convertir en un protectorat britànic.

## Naixements
Països Catalans
- 3 d'abril - Barcelona: Manuel Carrasco i Formiguera, advocat i polític català (m. 1938).[3]
- 7 d'abril - Sabadell: Joan Morral i Pelegrí, regidor de l'Ajuntament de Sabadell i militant republicà federal.
- 16 d'abril - Barcelona: Laura Albéniz Jordana, il·lustradora i pintora catalana del Noucentisme (m. 1944).[4]
- 20 d'abril - Sabadell: Gertrudis Artigas i Setó, professora de l'Escola Industrial i directora de l'Escola de Sargidores.[5]
- 22 d'abril - Carcaixent, Ribera Alta: Joan Vert, compositor valencià de sarsueles (m. 1931).[6]
- 24 d'abril - Sabadell: Eulàlia Garriga i Casals, mestra compromesa en la formació i la promoció de la dona treballadora.[7]
- 17 de maig - Jersey City: Philip James, organista, compositor i director d'orquestra estatunidenc.
- 31 de maig - Sabadell: Francesc Casañas i Riera, industrial corder i fotògraf català.
- 15 de juny - Marçà, el Priorat: Rosa Roig i Soler, pedagoga i feminista catalana, arraconada pel franquisme (m. 1969).[8]
- 21 de juny - Barcelona: Lluís Mas i Gomis, teòric tèxtil i historiador català.
- 11 de juliol - Catarroja, Horta Sud: Josep Manuel Izquierdo Romeu, músic i compositor valencià (m. 1951).
- 13 de juliol - Barcelona: Joan Amades i Gelats, etnògraf i folklorista català.
- 6 d'agost - Barcelona: Manuel Humbert i Esteve, pintor i dibuixant català (m. 1975).
- 18 d'agost - Barcelona: Daniel Cardona i Civit, polític independentista català (m. 1943).
- 25 d'agost - València: Concepción Tarazaga Colomer, professora valenciana compromesa amb la República i exilada a Mèxic (m.1957).[9]
- 26 d'octubre - Onda: Anna Rebeca Mezquita Almer, poetessa valenciana (m. 1970).[10]
- 10 de novembre - Sant Quirze del Vallès: Joan Vila i Puig, pintor paisatgista català.
- 9 de desembre - Barcelona: Gaietana Lluró, soprano o tiple catalana de sarsuela, molt popular als anys 20 (m. 1967).[11]
- Vic: Miquel Vilatimó i Costa, filòsof (m. 1936).

Resta del món
- 9 de gener - Malé Svatonovice, Txèquia: Karel Čapek, escriptor txec, creador del terme “robot” (m. 1938).
- 30 de gener - Würzburg: Emy Roeder,  escultora i dibuixant alemanya (m. 1971).[12]
- 10 de febrer - 
  - Sevilla: Pastora Pavón, La Niña de los Peines, una de les millores cantaoras de flamenc de tota la història (m. 1969).[13]
  - Moscou, Imperi Rus: Borís Pasternak, escriptor rus, Premi Nobel de Literatura 1958 (que refusà) (m. 1960).
- 22 de febrer - Hinojosas de Calatrava, Ciudad Real: Leonor Serrano, mestra i advocada, defensora dels drets de les dones (m. 1942).[14]
- 9 de març - Kukarka (Imperi Rus): Viatxeslav Mólotov, polític i diplomàtic soviètic (m. 1986).[15]
- 20 de març - 
  - Budapest, Hongria: Elizabeth Rona, química nuclear hongaresa nacionalitzada estatunidenca (m. 1981).[16]
  - Copenhaguen, Dinamarca: Lauritz Melchior, tenor danès nacionalitzat nord-americà (m. 1973).
- 28 de març - Denver, Colorado: Paul Whiteman, director d'orquestra de jazz nord-americà (m. 1967).[17]
- 31 de març - Adelaida, Austràlia: William Lawrence Bragg, físic australià, Premi Nobel de Física de l'any 1915 (m. 1971).[18]
- 2 d'abril - Florència: Alina Bucciantini, soprano italiana (m. 1932).[19]
- 7 d'abril - Buenos Aires, Argentina: Victoria Ocampo, escriptora i editora argentina.[20]
- 12 d'abril - Tarba, França: Hortense Bégué, escultora i il·lustradora francesa (m. 1957).[21]
- 10 de maig - Würzburg,(Alemanya): Alfred Jodl, comandant militar alemany (m. 1946).[15]
- 15 de maig - Indian Creek, Texas: Katherine Anne Porter, escriptora, periodista i activista política (m. 1980).[22]
- 19 de maig - Nghệ An, Indoxina francesa: Ho Chi Minh, líder polític i revolucionari vietnamita (m. 1969).[23]
- 31 de maig - Estrasburg: Hilla von Rebay, artista abstracta, cofundadora i directora del Museu Solomon R. Guggenheim (m. 1967).[24]
- 21 de juny - Bolonya (Itàlia): Giorgio Morandi, pintor italià (m. 1964).[25]
- 23 de juliol - Zarza de Granadilla, província de Càceres: Apolinar de Cáceres Gordo, magistrat.
- 3 d'agost - Pamplona: Matilde Huici Navaz, mestra, advocada i pedagoga espanyola, exiliada a Xile (m. 1965).[26]
- 7 d'agost - Concord, EUA: Elizabeth Gurley Flynn, periodista, escriptora, sindicalista, activista i comunista nord-americana (m. 1964).[27]
- 24 d'agost - Wheatonː Pearl Kendrick, bacteriòloga estatunidenca, que codesenvolupà el primer vaccí per a la tos ferina (m. 1980).[28]
- 27 d'agost - Filadèlfia: Man Ray, artista estatunidenc d'origen rus (m. 1976).[25]
- 4 de setembre - Buenos Aires: Antonia Mercè i Luque, La Argentina, ballarina i coreògrafa argentina (m. 1936).[29]
- 10 de setembre - Roma: Elsa Schiaparelli, dissenyadora italiana que va dirigir una casa de moda a París (m. 1973).[30]
- 15 de setembre - Torquay, Devon, Anglaterra: Agatha Christie, escriptora.[31]
- 2 d'octubre - Nova York, Estats Units: Groucho Marx, actor i comediant (m. 1977).[32]
- 12 d'octubre - Lió: Marise Beaujon, soprano francesa (m. 1968).[33]
- 17 d'octubre, Fontainebleau, França: Élisabeth Chaplin, pintora postimpressionista franco-toscana (m. 1982).[34]
- 31 d'octubre, Estats Units: Carl Hugo Grimm, organista i compositor.
- 5 de novembre - Okrouhlice, República Txeca: Jan Zrzavý, pintor, artista gràfic i il·lustrador txec.
- 5 de desembre - Viena (Àustria): Fritz Lang, director de cinemaalemany d'origen austríac (m. 1976).[35]
- 12 de desembre - Ternópil, Galítsia, Imperi Austrohongarès: Kazimierz Ajdukiewicz, filòsof polonès de l'escola de Lviv-Varsòvia.
- 18 de desembre - Nova York, Estats Units: Edwin Howard Armstrong, enginyer elèctric i inventor nord-americà. Inventor del receptor superheterodí.
- 20 de desembre - Praga (Imperi austrohongarès): Jaroslav Heyrovský, químic, Premi Nobel de Química de 1959 (m. 1967).

## Necrològiques
Països Catalans
Resta del món
- 13 de gener: Niça: Olympe Audouard, periodista francesa, fundadora de cinc revistes.[36]
- 17 de gener: Salomon Sulzer, músic i baríton vienès.
- 18 de gener, Torí, Regne d'Itàlia: Amadeu I d'Espanya, Rei d'Espanya (1871-73) (44 anys).
- 29 de gener, Tolosa de Llenguadoc: Marguerite Canal, compositora i directora tolosana.[37]
- 11 d'abril, Londres, Regne Unit: Joseph Merrick, conegut com L'Home Elefant. Mor desnucat a causa del pes del seu gran crani deformat per la síndrome de Proteu (n. 1862).[38]
- 24 de maig, Venèrca, França: Joan Baptista Noulet, investigador, arqueòleg i naturalista. Va fixar definitivament l'edat dels Pirineus (n. 1802).
- 1 de juny, São Miguel de Seide, Portugal: Camilo Castelo Branco, literat portuguès (n. 1825).[39]
- 17 de juny, Madrid: Robustiana Armiño, poeta espanyola (n. 1821).[40]
- 6 de juliol, East Sheen, Surrey (Anglaterra): Sir Edwin Chadwick , reformista social britànic conegut per la seva tasca de reforma de les Lleis de Pobres (Poor Laws)(n. 1800).[41]
- 29 de juliol, Auvers-sur-Oise, Illa de França, França: Vincent van Gogh, pintor i dibuixant holandès.[42]
- 2 d'agost, Niça: Louise-Victorine Ackermann, poetessa francesa (n. 1813).[43]
- 30 d'agost, Gloucestershire: Marianne North, prolífica biòloga victoriana i artista botànica (n. 1830).[44]
- 3 d'octubre: Alfredo Baccarini, enginyer i polític
- 8 de novembre, París, França: César Franck, músic belga, naturalitzat francès (67 anys).[45]
- 15 de desembre, Estats Units: Bou Assegut, cabdill sioux, vencedor de la batalla de Little Bighorn.
- 22 de desembre, París: Louise Marquet, ballarina i mestra de ball francesa.[46]
- Madrid: Ramon Subirat i Codorniu, escultor deixeble de Damià Campeny
- Madrid: Claudio Moyano, polític espanyol, ministre de Foment, autor de la primera llei d'educació espanyola, coneguda com la Llei Moyano.